# Mason Mount
Mason Tony Mount (Portsmouth, 10 gennaio 1999) è un calciatore inglese, centrocampista o attaccante del Manchester Utd. Con la nazionale inglese è stato vicecampione d'Europa nel 2021.

## Caratteristiche tecniche
È un trequartista che può giocare anche come ala. Abile negli inserimenti e in fase realizzativa, è dotato di notevole visione di gioco e di eccellente tecnica individuale. Per le sue caratteristiche è stato paragonato ai connazionali Frank Lampard e Jack Wilshere.

## Carriera

### Club

#### Inizi e anni in prestito
Dopo essere cresciuto nel settore giovanile del Chelsea, il 24 luglio 2017 prolunga il contratto con i Blues fino al 2021 e passa in prestito per una stagione al Vitesse, con cui inizia la carriera professionistica.
Il 17 luglio 2018 si trasferisce, sempre a titolo temporaneo, al Derby County.

#### Ritorno al Chelsea
Dopo un'ottima stagione a livello individuale, il 15 luglio 2019, prolunga fino al giugno 2024 con il club londinese, dove ritrova Frank Lampard, suo allenatore al Derby l'anno prima.

Nel Chelsea è subito titolare, e il 18 agosto dello stesso anno, va a segno per la prima volta in Premier League nella partita pareggiata 1-1 in casa contro il Leicester City. Il 5 novembre subisce un infortunio alla caviglia. Termina la stagione con 8 reti (di cui 7 in campionato) in 53 partite tra campionato e coppe, contribuendo al quarto posto dei londinesi.

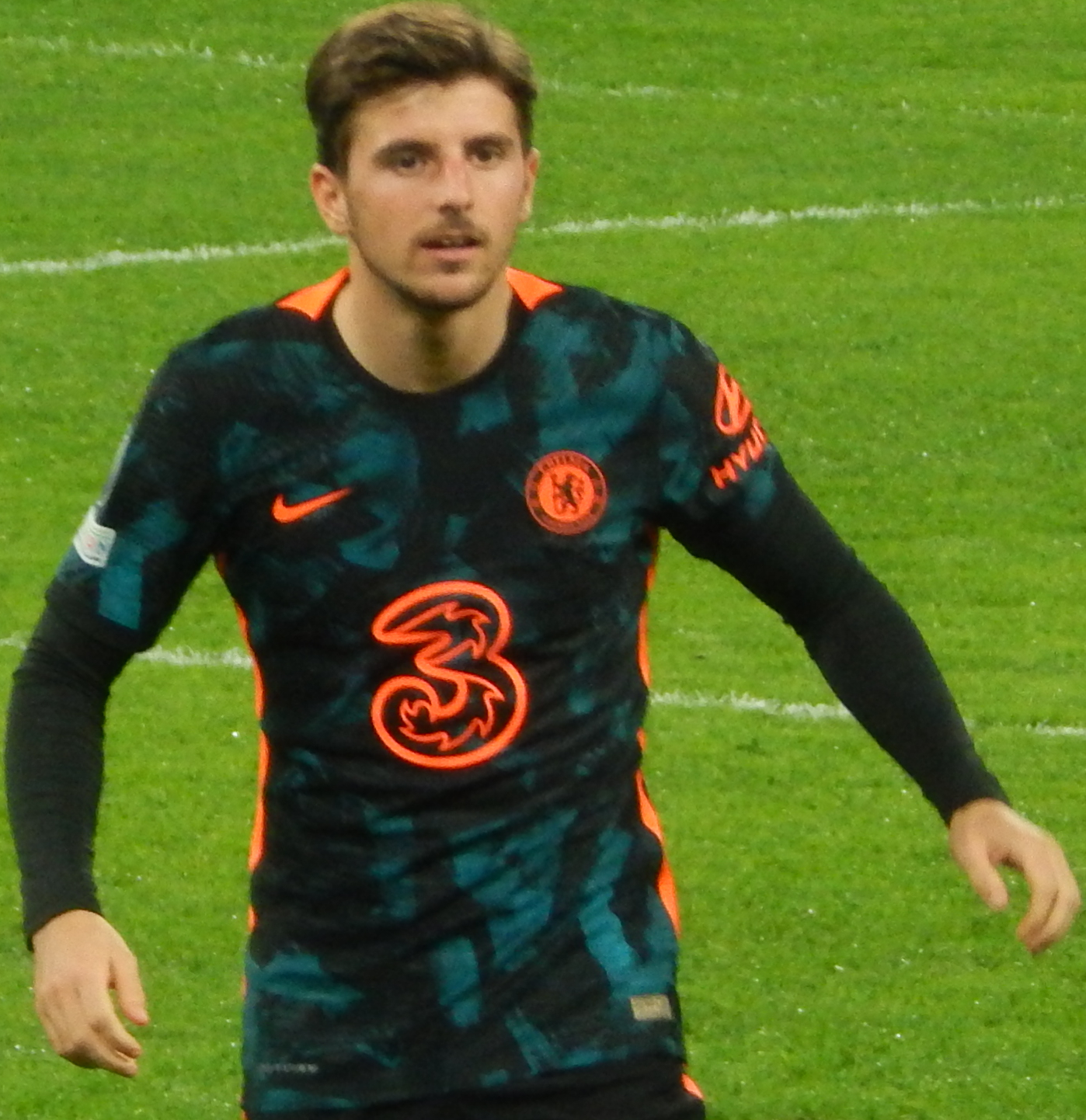
Mount con la maglia del Chelsea nel 2021

L'anno successivo segna la sua prima rete in Champions League all'andata dei quarti di finale contro il Porto (vinti 0-2), diventando il più giovane calciatore a segnare un gol nella fase a eliminazione diretta per il Chelsea a 22 anni e 87 giorni. Il 29 maggio 2021 vince la sua prima Champions League, contribuendo alla vittoria partendo da titolare e fornendo a Kai Havertz l'assist per il gol del decisivo 1-0. Inoltre vince anche il premio come miglior giocatore della stagione dei Blues.
Il 23 ottobre 2021 segna una tripletta contro il Norwich in Premier League. A fine anno vince nuovamente il premio di miglior giocatore della stagione dei londinesi.

#### Manchester United
Il 5 luglio 2023 viene acquistato dal Manchester Utd.

### Nazionale
Nel giugno 2019 viene convocato con la nazionale Under-21 inglese per l'Europeo di categoria.
Esordisce in nazionale maggiore il 7 settembre 2019, nella vittoria per 4-0 contro la Bulgaria, subentrando a Jordan Henderson nel corso del secondo tempo. Il 17 novembre seguente, alla sesta presenza, realizza la sua prima rete in nazionale nel successo per 4-0 contro il Kosovo.
Convocato per Euro 2020 (manifestazione disputata nel 2021 a causa della pandemia da COVID-19), viene impiegato come titolare nella formazione inglese. Il 18 giugno 2021, al termine della sfida pareggiata 0-0 contro la Scozia (valida per la fase a gironi), entra a contatto con Billy Gilmour (allora suo compagno di squadra al Chelsea), risultato positivo al COVID-19 dopo la partita; dopo avere saltato la successiva partita (vinta 1-0) contro la Rep. Ceca, resta in panchina nell'ottavo di finale contro la Germania, in cui gli inglesi hanno la meglio (2-0). Torna in campo ai quarti contro l'Ucraina, fornisce a Jordan Henderson l'assist per il definitivo 4-0 degli inglesi. L'Inghilterra raggiunge la finale del torneo, perdendo però ai rigori contro l'Italia.

## Statistiche

### Presenze e reti nei club
Statistiche aggiornate al 16 maggio 2024.
| Stagione                 | Squadra                  | Campionato               | Campionato | Campionato | Coppe nazionali | Coppe nazionali | Coppe nazionali | Coppe continentali | Coppe continentali | Coppe continentali | Altre coppe | Altre coppe | Altre coppe | Totale | Totale | Totale |
| Stagione                 | Squadra                  | Comp                     | Pres       | Reti       | Comp            | Pres            | Reti            | Comp               | Pres               | Reti               | Comp        | Pres        | Reti        | Pres   | Reti   |        |
| ------------------------ | ------------------------ | ------------------------ | ---------- | ---------- | --------------- | --------------- | --------------- | ------------------ | ------------------ | ------------------ | ----------- | ----------- | ----------- | ------ | ------ | ------ |
| 2017-2018                | Vitesse                  | ED                       | 29+3       | 9+5        | CO              | 1               | 0               | UEL                | 6                  | 0                  | SO          | 0           | 0           | 39     | 14     |        |
| 2018-2019                | Derby County             | FLC                      | 35+3       | 8+1        | FACup+CdL       | 2+4             | 0+2             | -                  | -                  | -                  | -           | -           | -           | 44     | 11     |        |
| 2019-2020                | Chelsea                  | PL                       | 37         | 7          | FACup+CdL       | 6+1             | 1+0             | UCL                | 8                  | 0                  | SU          | 1           | 0           | 53     | 8      |        |
| 2020-2021                | Chelsea                  | PL                       | 36         | 6          | FACup+CdL       | 5+2             | 1+0             | UCL                | 11                 | 2                  | -           | -           | -           | 54     | 9      |        |
| 2021-2022                | Chelsea                  | PL                       | 32         | 11         | FACup+CdL       | 5+6             | 1+0             | UCL                | 7                  | 1                  | SU+Cmc      | 1+2         | 0           | 53     | 13     |        |
| 2022-2023                | Chelsea                  | PL                       | 24         | 3          | FACup+CdL       | 1+1             | 0+0             | UCL                | 9                  | 0                  |             | -           | -           | 34     | 3      |        |
| Totale Chelsea           | Totale Chelsea           | Totale Chelsea           | 129        | 27         |                 | 26              | 3               |                    | 36                 | 3                  |             | 4           | 0           | 195    | 33     |        |
| 2023-2024                | Manchester Utd           | PL                       | 14         | 1          | FACup+CdL       | 2+2             | 0+0             | UCL                | 2                  | 0                  | -           | -           | -           | 20     | 1      |        |
| 2024-2025                | Manchester Utd           | PL                       | 17         | 1          | FACup+CdL       | 0+0             | 0+0             | UEL                | 9                  | 2                  | CS          | 1           | 0           | 27     | 3      |        |
| Totale Manchester United | Totale Manchester United | Totale Manchester United | 31         | 2          |                 | 4               | 0               |                    | 11                 | 2                  |             | 1           | 0           | 47     | 4      |        |
| Totale carriera          | Totale carriera          | Totale carriera          | 230        | 52         |                 | 37              | 5               |                    | 53                 | 5                  |             | 5           | 0           | 315    | 62     |        |

### Cronologia presenze e reti in nazionale
| Cronologia completa delle presenze e delle reti in nazionale ― Inghilterra | Cronologia completa delle presenze e delle reti in nazionale ― Inghilterra | Cronologia completa delle presenze e delle reti in nazionale ― Inghilterra | Cronologia completa delle presenze e delle reti in nazionale ― Inghilterra | Cronologia completa delle presenze e delle reti in nazionale ― Inghilterra | Cronologia completa delle presenze e delle reti in nazionale ― Inghilterra | Cronologia completa delle presenze e delle reti in nazionale ― Inghilterra | Cronologia completa delle presenze e delle reti in nazionale ― Inghilterra |
| Data                                                                       | Città                                                                      | In casa                                                                    | Risultato                                                                  | Ospiti                                                                     | Competizione                                                               | Reti                                                                       | Note                                                                       |
| -------------------------------------------------------------------------- | -------------------------------------------------------------------------- | -------------------------------------------------------------------------- | -------------------------------------------------------------------------- | -------------------------------------------------------------------------- | -------------------------------------------------------------------------- | -------------------------------------------------------------------------- | -------------------------------------------------------------------------- |
| 7-9-2019                                                                   | Londra                                                                     | Inghilterra                                                                | 4 – 0                                                                      | Bulgaria                                                                   | Qual. Euro 2020                                                            | -                                                                          | 67’                                                                        |
| 10-9-2019                                                                  | Southampton                                                                | Inghilterra                                                                | 5 – 3                                                                      | Kosovo                                                                     | Qual. Euro 2020                                                            | -                                                                          | 83’                                                                        |
| 11-10-2019                                                                 | Praga                                                                      | Rep. Ceca                                                                  | 2 – 1                                                                      | Inghilterra                                                                | Qual. Euro 2020                                                            | -                                                                          | 72’                                                                        |
| 14-10-2019                                                                 | Sofia                                                                      | Bulgaria                                                                   | 0 – 6                                                                      | Inghilterra                                                                | Qual. Euro 2020                                                            | -                                                                          | 72’                                                                        |
| 14-11-2019                                                                 | Londra                                                                     | Inghilterra                                                                | 7 – 0                                                                      | Montenegro                                                                 | Qual. Euro 2020                                                            | -                                                                          | 70’                                                                        |
| 17-11-2019                                                                 | Pristina                                                                   | Kosovo                                                                     | 0 – 4                                                                      | Inghilterra                                                                | Qual. Euro 2020                                                            | 1                                                                          | 73’                                                                        |
| 8-9-2020                                                                   | Copenaghen                                                                 | Danimarca                                                                  | 0 – 0                                                                      | Inghilterra                                                                | UEFA Nations League 2020-2021 - 1º turno                                   | -                                                                          | 60’                                                                        |
| 8-10-2020                                                                  | Londra                                                                     | Inghilterra                                                                | 3 – 0                                                                      | Galles                                                                     | Amichevole                                                                 | -                                                                          | 58’                                                                        |
| 11-10-2020                                                                 | Londra                                                                     | Inghilterra                                                                | 2 – 1                                                                      | Belgio                                                                     | UEFA Nations League 2020-2021 - 1º turno                                   | 1                                                                          | 90’                                                                        |
| 14-10-2020                                                                 | Londra                                                                     | Inghilterra                                                                | 0 – 1                                                                      | Danimarca                                                                  | UEFA Nations League 2020-2021 - 1º turno                                   | -                                                                          | 73’                                                                        |
| 12-11-2020                                                                 | Londra                                                                     | Inghilterra                                                                | 3 – 0                                                                      | Irlanda                                                                    | Amichevole                                                                 | -                                                                          | 73’                                                                        |
| 15-11-2020                                                                 | Lovanio                                                                    | Belgio                                                                     | 2 – 0                                                                      | Inghilterra                                                                | UEFA Nations League 2020-2021 - 1º turno                                   | -                                                                          | 69’                                                                        |
| 18-11-2020                                                                 | Londra                                                                     | Inghilterra                                                                | 4 – 0                                                                      | Islanda                                                                    | UEFA Nations League 2020-2021 - 1º turno                                   | 1                                                                          | 64’                                                                        |
| 25-3-2021                                                                  | Londra                                                                     | Inghilterra                                                                | 5 – 0                                                                      | San Marino                                                                 | Qual. Mondiali 2022                                                        | -                                                                          | 46’                                                                        |
| 28-3-2021                                                                  | Tirana                                                                     | Albania                                                                    | 0 – 2                                                                      | Inghilterra                                                                | Qual. Mondiali 2022                                                        | 1                                                                          |                                                                            |
| 31-3-2021                                                                  | Londra                                                                     | Inghilterra                                                                | 2 – 1                                                                      | Polonia                                                                    | Qual. Mondiali 2022                                                        | -                                                                          |                                                                            |
| 13-6-2021                                                                  | Londra                                                                     | Inghilterra                                                                | 1 – 0                                                                      | Croazia                                                                    | Euro 2020 - 1º turno                                                       | -                                                                          |                                                                            |
| 18-6-2021                                                                  | Londra                                                                     | Inghilterra                                                                | 0 – 0                                                                      | Scozia                                                                     | Euro 2020 - 1º turno                                                       | -                                                                          |                                                                            |
| 3-7-2021                                                                   | Roma                                                                       | Ucraina                                                                    | 0 – 4                                                                      | Inghilterra                                                                | Euro 2020 - Quarti di finale                                               | -                                                                          |                                                                            |
| 7-7-2021                                                                   | Londra                                                                     | Inghilterra                                                                | 2 – 1 dts                                                                  | Danimarca                                                                  | Euro 2020 - Semifinale                                                     | -                                                                          | 95’                                                                        |
| 11-7-2021                                                                  | Londra                                                                     | Italia                                                                     | 1 – 1 dts (3 – 2 dtr)                                                      | Inghilterra                                                                | Euro 2020 - Finale                                                         | -                                                                          | 99’                                                                        |
| 2-9-2021                                                                   | Budapest                                                                   | Ungheria                                                                   | 0 – 4                                                                      | Inghilterra                                                                | Qual. Mondiali 2022                                                        | -                                                                          | 84’                                                                        |
| 5-9-2021                                                                   | Londra                                                                     | Inghilterra                                                                | 4 – 0                                                                      | Andorra                                                                    | Qual. Mondiali 2022                                                        | -                                                                          | 62’                                                                        |
| 8-9-2021                                                                   | Varsavia                                                                   | Polonia                                                                    | 1 – 1                                                                      | Inghilterra                                                                | Qual. Mondiali 2022                                                        | -                                                                          |                                                                            |
| 9-10-2021                                                                  | Andorra la Vella                                                           | Andorra                                                                    | 0 – 5                                                                      | Inghilterra                                                                | Qual. Mondiali 2022                                                        | -                                                                          | 73’                                                                        |
| 12-10-2021                                                                 | Londra                                                                     | Inghilterra                                                                | 1 – 1                                                                      | Ungheria                                                                   | Qual. Mondiali 2022                                                        | -                                                                          |                                                                            |
| 26-3-2022                                                                  | Londra                                                                     | Inghilterra                                                                | 2 – 1                                                                      | Svizzera                                                                   | Amichevole                                                                 | -                                                                          | 62’                                                                        |
| 4-6-2022                                                                   | Budapest                                                                   | Ungheria                                                                   | 1 – 0                                                                      | Inghilterra                                                                | UEFA Nations League 2022-2023 - 1º turno                                   | -                                                                          | 62’                                                                        |
| 7-6-2022                                                                   | Monaco di Baviera                                                          | Germania                                                                   | 1 – 1                                                                      | Inghilterra                                                                | UEFA Nations League 2022-2023 - 1º turno                                   | -                                                                          | 72’                                                                        |
| 11-6-2022                                                                  | Wolverhampton                                                              | Inghilterra                                                                | 0 – 0                                                                      | Italia                                                                     | UEFA Nations League 2022-2023 - 1º turno                                   | -                                                                          | 66’                                                                        |
| 14-6-2022                                                                  | Wolverhampton                                                              | Inghilterra                                                                | 0 – 4                                                                      | Ungheria                                                                   | UEFA Nations League 2022-2023 - 1º turno                                   | -                                                                          | 56’                                                                        |
| 26-9-2022                                                                  | Londra                                                                     | Inghilterra                                                                | 3 – 3                                                                      | Germania                                                                   | UEFA Nations League 2022-2023 - 1º turno                                   | 1                                                                          | 66’                                                                        |
| 21-11-2022                                                                 | Al Rayyan                                                                  | Inghilterra                                                                | 6 – 2                                                                      | Iran                                                                       | Mondiali 2022 - 1º turno                                                   | -                                                                          | 70’                                                                        |
| 25-11-2022                                                                 | Al Khawr                                                                   | Inghilterra                                                                | 0 – 0                                                                      | Stati Uniti                                                                | Mondiali 2022 - 1º turno                                                   | -                                                                          |                                                                            |
| 4-12-2022                                                                  | Al Khor                                                                    | Inghilterra                                                                | 3 – 0                                                                      | Senegal                                                                    | Mondiali 2022 - Ottavi di finale                                           | -                                                                          | 76’                                                                        |
| 10-12-2022                                                                 | Al Khor                                                                    | Inghilterra                                                                | 1 – 2                                                                      | Francia                                                                    | Mondiali 2022 - Quarti di finale                                           | -                                                                          | 80’                                                                        |
| Totale                                                                     |                                                                            | Presenze                                                                   | 36                                                                         |                                                                            | Reti                                                                       | 5                                                                          |                                                                            |

## Palmarès

### Club

#### Competizioni giovanili
- UEFA Youth League: 1

Chelsea: 2015-2016

#### Competizioni nazionali
- Coppa d'Inghilterra: 1

Manchester United: 2023-2024

#### Competizioni internazionali
- UEFA Champions League: 1

Chelsea: 2020-2021
- Supercoppa UEFA: 1

Chelsea: 2021
- Coppa del mondo per club: 1

Chelsea: 2021

### Nazionale
- Campionato d'Europa Under-19: 1

Georgia 2017

### Individuale
- Miglior giocatore del Campionato europeo di calcio Under-19: 1

Georgia 2017
- Squadra della stagione della UEFA Champions League: 1

2020-2021